# Instituto de Economía y Tecnología de Karachi
El Instituto de Economía y Tecnología de Karachi (KIET) (en inglés: Karachi Institute of Economics and Technology y en urdu: درسگاہِ کراچی برائے علومِ معاشیات و فنونِ سائنسی‎) fue establecido en 1997 (anteriormente llamado UGC) recibió el reconocimiento de la Comisión de Educación Superior. 15-22/UGC-SEC/97/1291 del 1 de agosto de 1998. HEC clasifica a KIET como la octava mejor universidad en la categoría de Negocios/TI.
KIET recibió el estatus de concesión de títulos a través de una carta del gobierno de Sindh el 24 de mayo de 2000. KIET también recibió la acreditación NCEAC para su programa BSCS, MCS.

## Historia
En junio de 2000, la Fuerza Aérea de Pakistán y la Fundación Educativa de Pakistán acordaron colaborar para el establecimiento de una institución educativa en la base PAF Korangi Creek.

### 1997-2000
El Instituto de Economía y Tecnología de Karachi se inauguró en 1997. Se establecieron departamentos académicos que ofrecen títulos en Ciencias de la Administración y Ciencias de la Computación. El Departamento de Ciencias Administrativas ofrecía títulos de BBA y MBA con especializaciones en los campos de Administración, Mercadeo y Finanzas. El Departamento de Ciencias de la Computación ofreció BCS con opción de especialización en Ingeniería de Software/Redes, MCS y MS – títulos acreditados por el NCEAC de TI.

### 2000-2003
En septiembre de 2000, el instituto se trasladó a su ubicación actual en la Academia de Aviadores de la Fuerza Aérea de Pakistán. El campus se extiende sobre 22 acres (0,09 km2).
El campus de la ciudad de KIET se estableció en abril de 2002 para brindar programas nocturnos a los estudiantes que trabajan. El campus está ubicado en Shahrah-e-Faisal, cerca de Nursery.
El campus norte de KIET está ubicado en North Nazimabad, cerca de KDA Chowrangi, Karachi. El Campus Norte ofrece títulos de licenciatura, maestría, maestría y doctorado.

### 2003-2006
Los departamentos de Ciencias de la Administración y Ciencias de la Computación fueron elevados a la categoría de universidad. La Facultad de Informática y Ciencias de la Información y la Facultad de Ciencias Administrativas comenzaron a ofrecer programas de maestría y doctorado orientados a la investigación avanzada. Se agregaron especializaciones en Sistema de Información de Gestión, Finanzas y Contabilidad. Se pusieron en marcha el Departamento de Relaciones Corporativas y los Departamentos de I+D.
Se establecieron dos colegios académicos más; a saber, la Facultad de Ingeniería y la Facultad de Humanidades y Ciencias. La Facultad de Ingeniería ofreció un BE en Electrónica con especialización en Electrónica y Telecomunicaciones de 4 años, que se ha convertido en BE en Electricidad con especialización en Electrónica y Telecomunicaciones. Además, el Colegio ofrece BE (Mecatrónica) y BE (Aviónica). La Facultad de Humanidades y Ciencias sociales ofrece cursos en las áreas de Matemáticas, Inglés, Comunicación Oral y Escrita y Ciencias Sociales.
En 2005, el instituto agregó especializaciones en el BE en Electrónica. Estos incluyen sistemas informáticos, aviónica y electrónica industrial. También se lanzó la Maestría en Ingeniería de Telecomunicaciones. En el otoño de 2008 se agregó otra especialización como Mecatrónica. Se lanzó un programa de Licenciatura en Ciencias de la Computación (BCA).

### 2006-2019
KIET obtiene la Acreditación PEC para sus programas de ingeniería y la acreditación NCEAC para sus programas de Ciencias de la Computación. HEC clasifica a KIET como una universidad de seis estrellas por su Departamento de TI.

### 2020-presente
Comenzó a usar el nombre legal completo como marca con la abreviatura " Instituto de Economía y Tecnología de Karachi (KIET)" en anuncios de periódicos.

## Facultades y escuelas
- Facultad de Ciencias de la Administración[4]
- Facultad de Ingeniería[5]
- Facultad de Computación y Ciencias de la Información[6]
- Facultad de Medios y Artes[7]
- Escuela de Graduados en Ciencias e Ingeniería[8]

### Facultad de Ciencias de la Administración

#### Programas
La Facultad de Administración ofrece programas que conducen a una licenciatura, una maestría y un doctorado en administración de empresas y administración de aviación. La universidad ofrece una licenciatura en administración de empresas de 4 años con especialización en marketing, finanzas, gestión de recursos humanos, logística y gestión de la cadena de suministro, publicidad y gestión de medios, gestión de relaciones con los clientes, gestión de proyectos y producción y gestión de operaciones.

#### Fuerzas del mercado
College of Management Sciences publica dos veces al año, revista de investigación reconocida por HEC (categoría Y).

#### IRCBM-2020
College of Management Sciences, organizó la "Conferencia internacional de investigación sobre negocios y administración" (IRCBM-2020) los días 1 y 2 de abril de 2020. El tema de la conferencia fue "Redefiniendo las oportunidades comerciales en los mercados emergentes".

### Facultad de Ingeniería

#### Programas
La Facultad de Ingeniería ofrece programas que conducen a títulos de licenciatura y maestría en Ingeniería. La universidad ofrece una licenciatura en ingeniería eléctrica de 4 años con especialización en telecomunicaciones y electrónica, aviónica y mecatrónica. La universidad ofrece una Maestría en Ciencias basada en la investigación en el campo de la ingeniería electrónica. KIET también ofrece una licenciatura de 4 años en Realización de películas, Animación gráfica y maestría de un año en la Facultad de Artes de los Medios.

#### Investigación en CoE
El programa de Maestría en Ingeniería de Telecomunicaciones ha sido diseñado para proporcionar un marco para la investigación por parte de estudiantes y profesores.
Hay varios estudiantes involucrados en la investigación de la EM. Se están realizando investigaciones en las siguientes áreas: calidad de servicio para redes de voz sobre protocolo de internet, red ad hoc inalámbrica, servicios de datos de alta velocidad para redes inalámbricas, redes MPLS, accesibilidad y estabilidad en WPAN, seguridad de LAN inalámbricas y cableadas y dispositivos de comunicación inalámbrica. La facultad ha publicado varios trabajos de investigación en revistas, revistas y conferencias de renombre.

#### Intelecto 2019
Facultad de Ingeniería, conferencia organizada, "Conferencia internacional sobre las últimas tendencias en ingeniería eléctrica y tecnologías informáticas (Intelecto 2019)" del 13 al 14 de noviembre de 2019 en Karachi.

### Escuela de Graduados en Ciencias e Ingeniería

#### Fire Fighting Robot!
Los robots de extinción de incendios desarrollados por IMR Lab se probaron en KIET junto con el equipo de extinción de incendios de la Fuerza Aérea de Pakistán. Dos robots fueron el robot móvil con ruedas y el robot basado en la banda de rodadura. Alhamdulillah, ambos robots llevaron la manguera contra incendios conectada directamente desde el cuerpo de bomberos hasta el área de prueba y extinguieron el fuego. El costo del proyecto es de 14,68 millones de PKR financiados por ICT RnD.

## Sesiones de oradores invitados
KIET realiza sesiones de oradores invitados. Investigadores profesionales como el Dr. Hanif Muhammad de la universidad DOW y el Dr. Syed Mehboob, Director de Investigación de la Cámara de Comercio e Industria de Karachi, dieron presentaciones a los estudiantes.